# II Republika Francuska
II Republika Francuska (franc. Deuxième République) – okres w historii Francji datowany od 25 lutego 1848 roku (abdykacja króla Ludwika Filipa I) do 2 grudnia 1852 roku (koronacja Napoleona III na cesarza Francuzów).